# Raza alpina

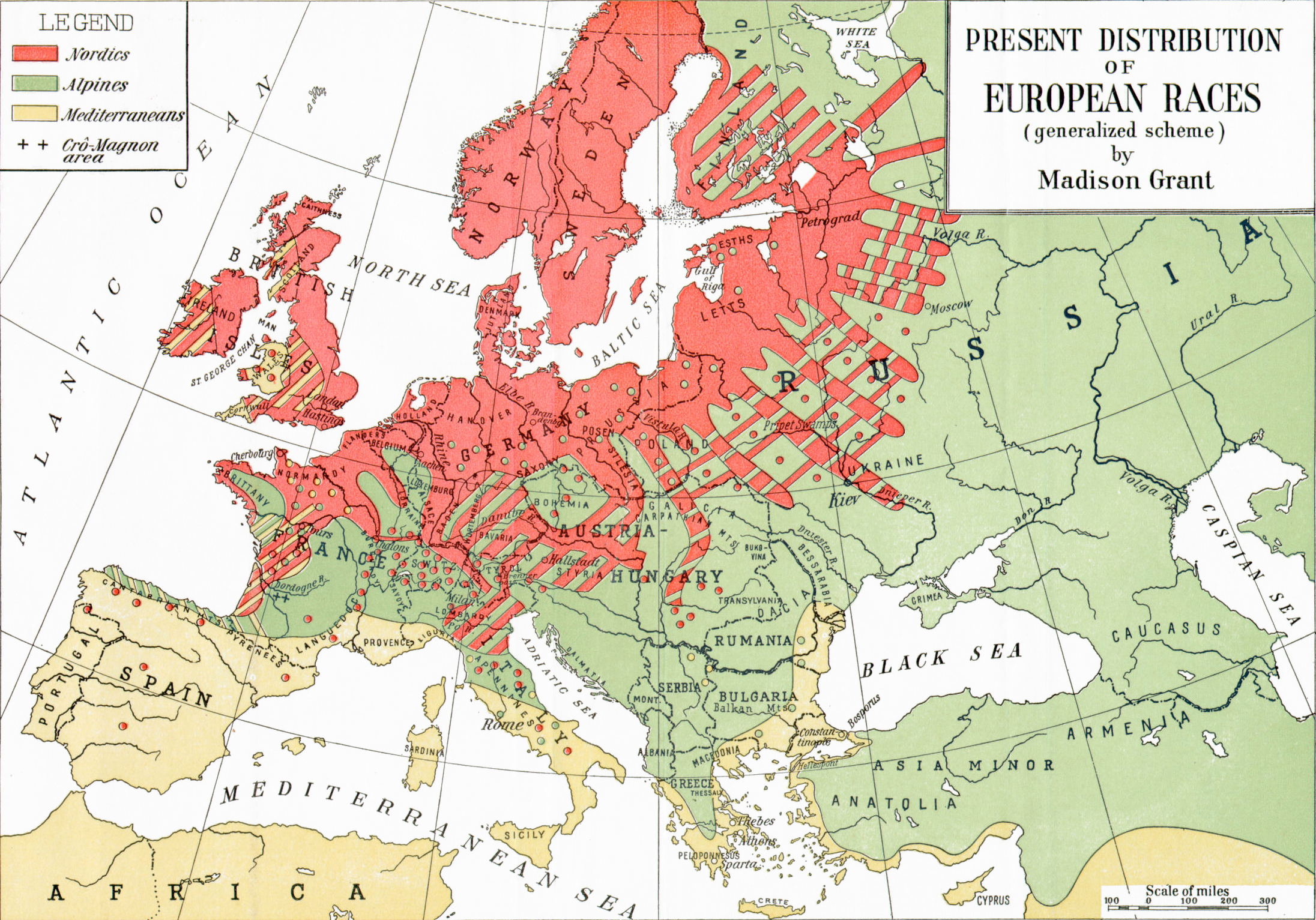
Mapa de Madison Grant de 1916, trazando la expansión máxima de la raza alpina. Muestra la raza nórdica en rojo intenso y rosado; el verde indica la raza alpina y el amarillo la raza mediterránea.

Durante los siglos XIX y XX, muchos antropólogos occidentales clasificaron a los seres humanos en una variedad de razas y subrazas. De estos, la raza alpina fue dada a un tipo físico predominante en Europa central/oriental y partes de Asia Occidental/central. Caracterizados por una baja estatura y con la piel casi igual de clara que la de los nórdicos.
Fueron considerados un subgrupo de la raza caucásica. Este modelo fue definido en el libro de Wiliam Ripley "The Races of Europe" (1899), donde propusieron tres categorías europeas: Teutónica (más adelante llamada nórdica), mediterránea y alpina. El tipo alpino ya había sido propuesto por escritores anteriores, pero fue Ripley quien lo promovió a una de las principales divisiones.
Ripley decía que la raza alpina se originó en Asia, y se había dirigido hacia el oeste junto con la aparición y extensión de la agricultura, por lo que se establecieron en Europa. Emigrando a Europa central, estaban separados de las ramas norteñas y meridionales del anterior movimiento europeo, creando las condiciones para la evolución separada de los nórdicos y mediterráneos. Este modelo fue repetido en el famoso libro de Madison Grant "La caída de la gran raza" (1916), donde la raza alpina fue retratada como la más popular de las razas asiáticas, europeas y occidentales. 
Según estos autores, la raza alpina era la espina dorsal de la población europea, las características de ésta no fueron tan discutidas como las de los nórdicos y mediterráneos.